# Yamba Asha
Yamba Asha João, né le 31 juillet 1976 à Luanda, est un footballeur international angolais évoluant au poste de défenseur.

## Palmarès
- Champion d'Angola en 2002, 2003 et 2004 avec AS Aviação
- Champion d'Angola en 2008 avec Petro Luanda
- Coupe d'Angola en 2005 avec AS Aviação
- Supercoupe d'Angola en 2003, 2004 et 2005 avec AS Aviação